# Vitório Maria de Sousa Coutinho
Vitório Maria Francisco de Sousa Coutinho Teixeira de Andrade Barbosa, 2. hrabě z Linhares (25. června 1790 Turín – 29. července 1857 Lisabon) byl portugalský státník a druhý předseda vlády Portugalska.

## Kariéra
Vitório Maria de Sousa Coutinho se účastnil tažení v Rio da Prata. V roce 1817 byl jmenován mimořádným vyslancem v Turíně.
V roce 1835 se stal členem vlády, kde měl na starosti portugalské námořnictvo. V květnu se krátce stal druhým portugalským předsedou vlády.
Byl členem Câmara dos Pares (komory peerů) v parlamentu sv. Benedikta.